# August 26th
Albums de Post Malone
Y.A.T.R Stoney
August 26th est la deuxième mixtape du rappeur et chanteur américain Post Malone. Sortie le 12 mai 2016 chez Republic Records sur la plateforme DatPiff,,. La mixtape contient des featurings de Larry June, 2 Chainz, FKi 1st, Jeremih, Lil Yachty, Jaden Smith et Teo.

## Contexte
Le titre était initialement une référence à la date de sortie de son premier album studio Stoney (2016), cependant la sortie de l'album fut retardée. Le 27 août 2016, Post Malone présenta ses excuses pour le retard de la sortie de son album, citant plusieurs problèmes, blâmant lui-même ainsi que son équipe pour ne pas avoir réussi à sortir l'album dans les temps. Il a conclu la lettre en promettant que la sortie de l'album se concrétiserait plus tard dans l'année. L'album est finalement sorti le 9 décembre 2016.
Le morceau Money Made Me Do It avec 2 Chainz a été inclus en tant que morceau bonus sur l'édition deluxe de Stoney.

## Liste des pistes
| 1.    | Never Understand (featuring Larry June)   | - FKi - Post Malone      | 4:31 |
| 2.    | Money Made Me Do It (featuring 2 Chainz)  | - FKi - Post Malone      | 3:50 |
| 3.    | Git Wit U                                 | Louis Bell               | 2:24 |
| 4.    | God Damn (featuring FKi 1st)              | - FKi - Charlie Handsome | 3:01 |
| 5.    | Fuck (featuring Jeremih)                  | FKi                      | 3:34 |
| 6.    | 40 Funk                                   | - FKi - ILoveMakonnen    | 4:24 |
| 7.    | Monte (featuring Lil Yachty)              | Cashio                   | 3:55 |
| 8.    | Hollywood Dreams / Comedown               | - FKi - Louis Bell       | 5:02 |
| 9.    | Lonely... (featuring Jaden Smith and Teo) | - FKi - Post Malone      | 4:15 |
| 10.   | Oh God                                    | - Post Malone - Rex Kudo | 2:51 |
| 37:47 |                                           |                          |      |

Samples Utilisés
- Hollywood Dreams / Comedown contient des extraits de Dreams (1977), écrit par Stevie Nicks et interprété par Fleetwood Mac.
- 40 Funk contient des extraits de Drugs You Should Try It interprété par Travis Scott.